# 星系際塵埃
星系際塵埃是在星系和星系際空間的宇宙塵。早在1949年就有人提出星系際塵埃存在的證據，並且對它的研究在20世紀後期快速的成長。星系際塵埃的分佈有很大的差異 ，這些塵埃可能會影響星系的距離測量，像是超新星、類星體和其它的星系。
星系際塵埃可以是星系際塵埃雲的一部分，自從1960年代才被發現環繞在一些其它星系的週圍，到了1980年代，至少發現了4個星系際塵埃雲存在於距離銀河系百萬秒差距的空間內，其中一個例子就是Okroy cloud。